# Eelco Meenhorst
Eelco Meenhorst is een Nederlandse ondernemer en voormalig hoofdbondscoach van de roeiequipe van TeamNL.
Meenhorst startte in zijn studententijd met roeien bij de studentenroeivereniging R.S.V.U. Okeanos. Tijdens en na zijn studententijd was hij actief in het bedrijfsleven, o.a. bij een innovatieve logistiek dienstverlener waar hij op jonge leeftijd al de eindverantwoordelijke positie bekleedde.
Hierna begon Meenhorst bij TeamNL roeien als coach van diverse ploegen. Na de succesvolle Spelen van 2021 in Tokyo, met o.a. goud voor de door Meenhorst gecoachte mannen dubbelvier en zilver voor de mannen dubbeltwee, werd hij aangesteld als hoofdbondscoach richting de Spelen van 2024. Hier werden onder zijn eindverantwoordelijkheid de tot dan toe meest succesvolle resultaten van Nederland tijdens de Spelen behaald, zowel in het roeien als in de algemene medaillespiegel. TeamNL roeien behaalde 4 gouden, 3 zilveren en 1 bronzen medaille(s), en een 4e (in de A-finale) en een 7e plaats (1e plaats in de B-finale).
In november 2024 zegde Meenhorst zijn dienstverband bij de KNRB op om andere doelen in zijn leven na te streven.

## Onderscheidingen
- Coach van het Jaar - NOC*NSF Sportgala (2023, 2024)
- Erelid bij R.S.V.U. Okeanos (2024)
- Frans Banninck Cocqpenning (2025)